# Девавања
Девавања (мађ. Dévaványa) је мањи град у жупанији Бекеш у Мађарској. Име места потиче од надимка (Вања) словенског крсног имена „Иван“ и речи „диванкозни“ (данашњем речју: „консултовати се“).

## Клима
Клима области Девавање је умерено топла, сува и континентална. Број годишњих сунчаних сати је око 2.000. Просечна годишња температура Девавање је 10,3-10,4 °C, просечна годишња максимална температура је 34,1-34,4 °C, а минимална -16,7 °C. Девавани карактеришу екстремне температурне флуктуације. Расподела 540-570 милиметара годишњих падавина је неуједначена. Доминантни правци ветра у Девавањи су северни, североисточни и јужни. Просечна брзина ветра је 2,5-3 m/s.

## Положај
Девавања се налази у северном делу округа, на јужној ивици равнице Девавања. Суседна места су Ечегфалва са севера, Кертесигет са североистока, Сегхалом са истока, Кересладањ са југоистока, Ђомаендред са југозапада и запада и Туркеве са северозапада.

## Хронологија
- Први пут се помиње у писаној форми почетком 1330-их. Назив насеља је село Јана,
- У 1334 се помиње као Вана'. У то време, Девавања припада жупанији Бекеш.
- 1422, [[Жигмунд Луксембуршки припојио ју је округу Хевеш.
- У 1523 - а  сертификат издат од краља Луја, већ помиње (опидум Вања) као трговиште.
- Можемо га наћи и са именом Вама на карти која приказује Мађарска објављена 1528 (карта Деака Лазара).
- Почев од 1621 постоје подаци о племству Вања.
- 1647, у пореском попису „округ Хевеш и Кулше-Солнок”, 14 од 67 племића је живело у Вањи, који су чинили најмногољуднији блок племића који су живели заједно у целој дуалној жупанији.
- Кружни натпис градског печата, који је сачуван од 1659: 'DEVA VANIA PEOCETI..
- 1693 Татарска војска је опљачкала село, а 1694. неки од његових становника су побегли у жупанију Боршод]] у место Тисабаболна.
- 1711. У попису становништва у округу Хевеш село се поново назива „Опидум Вања“, односно пијаца Вања.
- 1753, као резултат откупа заложене границе, Вањани су могли да задрже само своје куће и винограде, а све остале бенефиције враћене су под контролу племства. Овим су и сами „као племићи порезници“ дошли под утицај властелина, а за даље коришћење границе дуговали су закупнину (порез) према годишње обнављаном уговору.
- Иако је од 17. века носило назив трговиште, Девавања је тек званично добила статус трговинског центра 1774. године и задржао га је до 1872. године.
- Од 1793, оснивањем месне заједнице Римокатоличке цркве, престала је искључивост Реформатске цркве.
- Током мађарскереволуције и борбе за слободу 1848–49 године, Девавања је на неколико недеља постала „главни штаб“ округа Хевеш, пошто је бежећа окружна администрација овде нашла уточиште.
- Према окружном попису 1854, Девавања је имала 8.165 становника.
- 1867, Јожеф Киш (песник), путујући учитељ, боравио је у селу годину дана.
- У априлу 1872, некадашња варошица претворена је у велико село након укидања овог ранга.
- Године 1876. у складу са законом бр.XXXIII, округ Јас-Нађкун-Солнок је формиран од јужног дела округа Хевеш и Килше-Солнок и округа Јас и Нађкун са седиштем у Солноку, а Девавања је припојена овој новој жупанији.
- Нова жупанија 1879. у годишњем пописном издању, је напислала да површина села износи 54.370 кат. ха, број становника је 10.626.
- Године 1970. добила је статус Велике општине (систем савета).
- 1989 – 1999 Уведено је средње образовање у Девавањи
- 2000. 1. јул: Девавања је добила градску титулу у свечаном окружењу

### Градоначелници
- 1990–1994: Тибор Пап (независтан)[6]
- 1994–1998: Тибор Пап (независтан)[7]
- 1998–2002: Тибор Пап (независтан)[8]
- 2002–2006: Тибор Пап (независтан)[9]
- 2006–2010: Тибор Пап (независтан)[10]
- 2010–2013: Тибор Пап (независтан)[11]
- 2013–2014: Роберт Миклош Валански (независтан)[12][13]
- 2014–2019: Роберт Миклош Валански (независтан)[14]
- 2019-данас: Роберт Миклош Валански (независтан)[15]

### Демографија
Године 2001. 99% градског становништва изјаснило се као Мађари и 1% других (Ромских) националности.
Током пописа 2011. године, 83,1% становника рекло је да су Мађари, а 0,7% Роми (16,8% се није изјаснило, због двојног идентитета, укупан број може бити већи од 100%). 
Верска дистрибуција је била следећа: римокатолици 11,3%, реформисани 28%, неконфесионални 31,9% (27,6% се није изјаснило).